# شارل فریدل
شارل فریدل (فرانسوی: Charles Friedel‎؛ زاده ۱۲ مارس ۱۸۳۲ درگذشته ۲۰ آوریل ۱۸۹۹) یک کانی‌شناسی و شیمی‌دان اهل فرانسه بود.